# Commission administrative des régimes de retraite et d'assurances
La Commission administrative des régimes de retraite et d'assurance (CARRA) était un organisme du gouvernement du Québec chargé d'administrer les régimes de retraite du personnel du secteur public et parapublic au Québec.
Le 1er janvier 2016, la CARRA a fusionné avec la Régie des rentes du Québec (RRQ) pour former Retraite Québec.

## Historique

### CARR (1973-1983)
La Commission administrative du régime de retraite (CARR) est instaurée le 1er juillet 1973, en même temps que le Régime de retraite des employés du gouvernement et des organismes publics (RREGOP), de façon rétroactive alors que le projet de loi 4 qui en prévoit la création est adopté par l'Assemblée nationale le 22 décembre 1973 et est sanctionné le jour même,. La CARR remplace alors le Bureau d'organisation du régime de retraite qui avait été créé plus tôt en 1973 pour faire appliquer le régime de retraite prévu dans les conventions collectives et administre les régimes créés avant le RREGOP soit:
- Le Régime de retraite des enseignants (RRE) ;
- Le Régime de retraite des fonctionnaires (RRF)

De plus la CARR est également chargée par arrêté en conseil de l'administration des régimes de retraite:
- Des membres de l'Assemblée nationale ;
- Des membres de la magistrature ;
- Des membres de la Commission des valeurs mobilières ;
- Des membres de la Sûreté du Québec.

Le 1er janvier 1975 la CARR devient l'administrateur du régime de retraite des maires et conseillers municipaux du Québec.

### CARRA (1983-2015)
Le 1er juillet 1983 la CARR devient la Commission administrative des régimes de retraite et d'assurance (CARRA) lorsque le projet de loi 21 entre en vigueur. Il prévoit notamment que la CARRA est également chargée d'administration le régime d'assurance vie de base des secteurs public et parapublic.

#### Changements de statuts (1995-2003)
La CARRA change de statut plusieurs fois à la fin des années 1990 et au début des années 2000:
- Le 13 juin 1995 la CARRA devient une unité autonome de service, la première au service de la fonction publique, afin notamment d'améliorer la qualité de service et optimiser la performance financière de la Commission ;
- L'année suivante l'Assemblée nationale adopte le projet de loi 73 qui transforme la CARRA en organisme extra-budgétaire au 1er avril 1996. Cela signifie que la CARRA doit s'autofinancer à partir des contributions des participants et du gouvernement du Québec et que son budget n'est plus voté par l'Assemblée nationale[10].
- Finalement en mars 2003 la CARRA devient une agence gouvernementale et conclut avec le gouvernement une convention de performance et d'imputabilité.

## Missions

### Révision
Les décisions rendues par la Commission peuvent faire l'objet d'un réexamen sur demande du requérant ou bénéficiaire. À sa création la Commission est dotée d'un comité de  révision qui peut être saisi en cas de contestation de la décision de réexamen rendue par la Commission. Si le différent persiste un arbitrage final peut être demandé et rendu.

#### Textes officiels
- Régime de retraite des employés du gouvernement et des organismes publics, LQ 1973, c. 12  (lire en ligne, consulté le 7 mai 2025)
- Loi modifiant les régimes de retraite et diverses dispositions législatives, LQ 1983, c. 24  (lire en ligne, consulté le 7 mai 2025)